# بوبي إدواردز (لاعب كرة قدم)
بوبي إدواردز (بالإنجليزية: Bobby Edwards)‏ هو لاعب كرة قدم أمريكي، ولد في 11 أغسطس 1995 في Parsippany–Troy Hills, New Jersey ‏ في الولايات المتحدة.